# 차파이나와브간지구

방글라데시 차파이나와브간지구

차파이나와브간지구(벵골어: চাঁপাইনবাবগঞ্জ জেলা)는 방글라데시 북서부에 위치한 도시이다. 라지샤히구의 일부이며, 이전에는 말다구의 하위 행정 구역이었다. 동쪽으로는 나오가온구, 남동쪽으로는 라지샤히구, 서쪽으로는 인도의 말다구와 무르시다바드와 접한다.

## 역사
차파이나와브간지구는 라지샤히 질라의 하위 행정 구역 중 하나였다. 차파이나워브간지는 고대 구르 수도의 일부였다. 이 지역은 마하난다강과 갠지스강이 만나는 지점에 위치해 있어 전략적, 상업적 중요성을 지녔다고 한다. 그 중요성 때문에, 알리바르디 칸은 시간이 지남에 따라 나와브간지로 알려진 노와브간지 마을을 세웠다. 1947년까지 나와브간지는 인도 말다구에 속해 있었다.
북벵골의 관문인 말다는 한때 구르방가의 수도였으며, 3456km2의 땅이 탈, 디아라, 바린드로 분류되었다. 몰다는 관광객들과 고고학적 관심을 가진 사람들의 출현을 기다리고 있다.

## 인구
| 연도     | 인구      | ±% p.a. |
| -------- | --------- | ------- |
| 1974     | 794,802   | —       |
| 1981     | 932,920   | +2.32%  |
| 1991     | 1,171,469 | +2.30%  |
| 2001     | 1,425,322 | +1.98%  |
| 2011     | 1,647,521 | +1.46%  |
| 2022     | 1,835,527 | +0.99%  |
| Sources: |           |         |

2011년 방글라데시 인구 조사에 따르면 차파이나와브간지구의 인구는 1,647,521명이며, 이 중 810,218명은 남성이고 837,303명은 여성이다. 농촌 인구는 132만 7,243명(80.56%)인 반면 도시 인구는 320만 278명(19.44%)이었다. 차파이나와브간지구는 7세 이상 인구의 문맹률이 42.94%로 남성 41.55%, 여성 44.27%였다.

## 문화
곰비라간은 이 지역에서 인기 있는 민요의 일종이다.
요즘 감비라는 재치 있는 대화, 노래, 춤, 농담을 통해 현대 사회 문제를 반영한다. 이것은 이 지역에서 사회 문제에 대한 훌륭한 오락과 설명과 함께 하는 문화적인 축하 행사의 주요 부분이다.
차파이나와브간지 사람들은 벵골어를 사용하지만 그들만의 방언이 있다. 방언은 표준 벵골어와 다른 단어뿐만 아니라 다른 어조로 구성되어 있다.